# Raionul Zgurița
Raionul Zgurița (în rusă Згурицкий район) a fost o unitate teritorial-administrativă din RSS Moldovenească, care a existat de la 11 noiembrie 1940 până la 9 ianuarie 1956.

## Istorie
La fel ca majoritatea raioanelor RSS Moldovenești, raionul Zgurița a fost înființat pe 11 noiembrie 1940, iar centru raional a fost desemnat satul Zgurița.
Până la 16 octombrie 1949 raionul a fost în componența județul Soroca, iar după abolirea divizării pe județe a intrat în subordonare republicană. 
Din 31 ianuarie 1952 până în 15 iunie 1953, raionul a intrat în componența districtului Bălți, după abolirea districtelor din RSSM a redevenit din nou în subordonare republicană.
La 9 ianuarie 1956 raionul Zgurița, împreună cu un număr de alte raioane a fost eliminat, ulterior teritoriul său a fost împărțit între raioanele: Drochia (în mare parte), Otaci și Soroca.

## Divizare administrativă
Ca stare la 1 ianuarie 1955, raionul includea 14 consilii sătești: Bădiceni, Băxani, Bulboci, Cotova, Cremenciug, Dărcăuți, Iarova, Palanca, Popeștii de Sus, Schineni, Tătărăuca Veche, Teleșeuca, Visoca și Zgurița.